# Șeherezada (balet)
Șeherezada (titlul original: în rusă Шехеразада, transliterat: Șeherazada) este un balet într-un act, pe muzica din suita simfonică omonimă în 4 părți opus 35, compusă de Rimski-Korsakov (1888).
Coregafia e semnată de Mihail Fokin, iar libretul a fost scris de Alexandre Benois, bazat pe patru povestiri din O mie și una de nopți,  „Marea și corabia lui Sinbad", „Prințul Kalandar", „Tânărul prinț și tânăra prințesă" și „Sărbătoare la Bagdad".
Libretul lui Benois și coregrafia lui Fokin trasează o relatare coerentă a acestor patru părți muzicale: prima constituie o uvertură, a 2-a și a 4-a se îmbină într-o singură unitate (baletul în sine) și din a 3-a există doar secvența a doi îndrăgostiți care dansează împreună.
A fost premiat pentru decorurile și costumele concepute de Léon Bakst pentru Ballets Russes a lui Diaghilev în turneul european, din 4 iunie 1910 la Opera din Paris. Protagoniștii au fost: Ida Rubinstein în rolul Zobeidei, Vaslav Nijinski în rolul sclavului favorit, Alexis Bulgakov în sultanul Shariar și Enrico Cecchetti în Șeful Eunucilor.
Premiera a avut loc la „Opera din Paris” la 4 iunie 1910.

## Personaje
Numele personajelor în limba română sunt luate din Ghid de balet , astfel numele pot diferi față de povestirile din alte limbi.
- Fethna – prințesă
- Fariz – logodnicul ei
- Șahul Assir – piratul
- eunucul – paznicul haremului
- prietenele Fethnei, prietenii lui Fariz, sclavi, gărzi, războinici.

## Rezumat
Baletul este numit după regina persană Șeherezada, din cadrul povestirilor O mie și una de nopți. Totuși, acțiunea corespunde prologului acelei colecții de narațiuni, înainte ca Sheherazade să-și facă apariția.
Pe puntea unei corăbii, prințesa Fethna este înconjurată de sclavele ei. Când apare logodnicul ei Fariz, toate se retrag pentru a nu le tulbura clipele de fericire ale celor doi îndrăgostiți. Se apropie furtuna și din ceață, apare pe neașteptate, corabia înfricoșătorului pirat, șahul Assir. După o scurtă luptă, prințesa și al ei iubit sunt luați prizonieri, împreună cu toți ceilalți. 
În haremul șahului, sclavele o îmbracă pe Fethna cu cele mai frumoase haine și giuvaere sclipitoare. Ea este însă absentă, cu gândul la iubitul ei, neștiind ce soartă îl așteaptă. O dată cu apariția șahului, intră și un convoi de prizonieri, printre care este și Fariz care este însă separat dus singur, într-o celulă. Se anunță tocmai, apariția în larg a unei corăbii încărcate cu bogății, iar șahul pleacă cu soldații săi, grăbit. În lipsa lui, înduplecat de rugămințile și darurile prizonierelor, marele eunuc, paznicul haremului, aprobă revederea cu iubiții lor. Fariz nefiind între ei, îndurerată Fethna îi face cadou paznicului haremului colierul de la gât, în schimbul eliberării iubitului ei. Acesta fiind de acord, cei doi îndrăgostiți sunt din nou împreună. Se înțeleg cu celelalte perechi să evadeze, dar șahul tocmai se întoarce cu războinicii săi și toți prizonierii sunt uciși. Fethna văzând cum și iubitul ei este omorât, își pune și ea capăt zilelor.